# Lena Nymark
Lena Nymark (Ålesund, Noorwegen, 6 november 1980) is een Noorse jazzzangeres en muziekdocente. Ze speelt tevens saxofoon, klarinet, fluit en electronica.

## Loopbaan
Nymark groeide op op het eiland Sula, ten zuiden van Alesund. Ze studeerde aan Norges musikkhøgskole. In 2014 debuteerde ze met haar solo- album Beautiful Silence, waarop ze samenspeelde met de Noorse musici Andreas Ulvo (piano), Ellen Andrea Wang (contrabas) en Martin Langlie (drums). Ze was eerder lid van het electro-akoestische trio DinoSau. Ze heeft samengewerkt met onder meer Terje Isungset, Hanne Hukkelberg, Robert Post, Silucian Town, Florebius, Sula Art Ensemble en Trondheim Jazz Orchestra.

## Discografie

### Solo
- 2014: Beautiful Silence (Grappa Music)

### Samenwerkingen
met Florebius
- 2005: House of Flour (Jazzaway Records)

met DinoSau
- 2007: A Little Crime (Propeller Recordings)

met Silucian Town
- 2007: Saga of I-land (AIM Music)[4]

met Terje Isungset
- 2008: Ice Concerts (All Ice Records)
- 2010: Winter Songs (All Ice Records)[5]

andere projecten
- 2004: Little Things (Propeller Recordings)
- 2005: Cast Anchor (Leaf Records)
- 2006: To Sing You Apple Trees  (Trust Me)
- 2006: Rykestrasse 68 (Propeller Recordings)
- 2006: Do Not As I Do (Leaf Records)
- 2007: Ocean Sessions (Bobfloat Sessions)
- 2007: A Cheater's Armoury (Nettwerk UK)
- 2008: O' Horten: Music From The Motionpicture (KAAARec)
- 2008: Shockadelica: 50th Anniversary Tribute To The Artist Known As Prince (C+C Records, 2008), op verschillende nummers
- 2009: Disarm And Let Go Out Now (Bobfloat)
- 2009: Blood From A Stone (Propeller Recordings)

Ep's
- 2003: Cast Anchor EP (Propeller Recordings)